# Полиамиды
Полиамиды — пластмассы на основе линейных синтетических высокомолекулярных соединений, содержащих в основной цепи амидные группы −CONH−.
Полиамиды используются в машиностроении, автомобильной, авиационной, текстильной. и других промышленностях, а также медицине и других областях народного хозяйства.

## Деление
Полиамиды разделяют на:
- литьевые, литьевые полиамиды применяются для изготовления различных изделий под давлением на литьевых машинах;
- экструзионные, экструзионные полиамиды применяются для изготовления профилей различной формы;
- блочные, блочные полиамиды, широко известные под общим названием «капролон», используют в качестве заготовок при производстве изделий методом механической обработки.

## Применение
В машиностроении полиамиды наиболее часто применяются как конструкционный материал и могут содержать следующие добавки:
- стекловолокно — армирующий материал, увеличивает прочность на разрыв, повышает стойкость к изгибающим нагрузкам, снижает стойкость к ударным нагрузкам;
- углеволокно — лёгкий армирующий материал, повышает ряд основных прочностных характеристик, значительно увеличивает хрупкость;
- тальк — увеличивает прочность на разрыв и изгиб, снижает коэффициент трения, снижает ударную вязкость;
- графит — повышает теплопроводность, значительно снижает коэффициент трения;
- дисульфид молибдена — снижает коэффициент трения, в отличие от графита хорошо удерживается в массе полиамида;
- масло — применяется при производстве капролона со сниженным коэффициентом трения.

Полиамид также может быть использован как антикоррозийный материал для защиты металлов и бетона.
В медицинской промышленности полиамидные волокна используются для изготовления протезов, хирургических нитей, искусственных кровеносных сосудов. В виде лаков при производстве ортопедических изделий.
В текстильной промышленности из полиамида изготавливают нити, ткани, канаты, верёвки в том числе для спасательных работ и альпинизма.
В народном хозяйстве полиамид часто используется в качестве плёнки, клея.
В пищевой промышленности часто используется в виде однослойных и многослойных оболочек, например оболочки для колбасных изделий.
В автомобильной промышленности в виде корпусов различных электронных блоков, защитных частей, топливных и гидравлических трубок, ручек и других изделиях.
В строительной промышленности — в оконных и фасадных блоках в качестве упрочняющих внутренних вставок для придания жесткости. Полиамидные профиля отличаются от стальных более низким коэффициентом теплопроводности и прекрасно подходят для изготовления оконных и фасадных блоков с повышенной термоизоляцией. Нередко такие блоки называют "теплыми".

## Получение
Полиамиды получают поликонденсацией диаминов и дикарбоновых кислот, поликонденсацией высших аминокислот или диаминов с дикарбоновыми кислотами, конденсацией капролактама и солей диаминов дикарбоновых кислот и др.

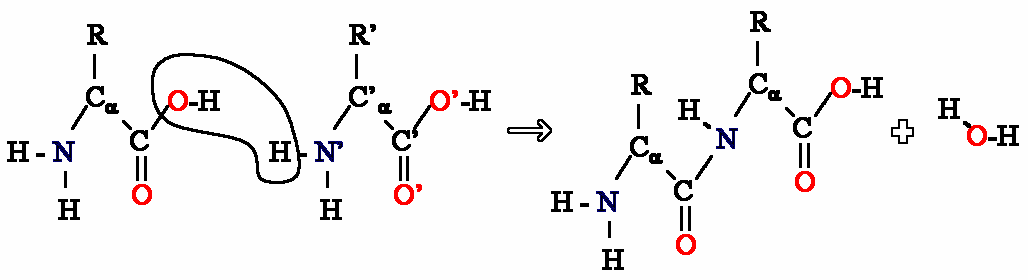
Соединение двух аминокислот. Множественная реакция образует длинные цепочки белков

Синтез арамида (фенилон)

## Марки полиамидов
Среди марок полиамидов, выпускаемых промышленностью, наиболее известны:
- Капрон (Полиамид-6) ([-NH-(CH2)5-CO-]n)[1]
- Полиамид-12 ([-NH-(CH2)11-CO-]n)[2]
- Нейлон (Полиамид-6.6) ([-NH-(CH2)6-NH-CO-(CH2)4-CO-]n)[3]
- Полиамид-6.10 ([-NH-(CH2)6-NH-CO-(CH2)8-CO-]n)[4]
- Полиамид-6.12 ([-NH-(CH2)6-NH-CO-(CH2)10-CO-]n)[5]

Марки спирторастворимых полиамидов-сополимеров:
- Полиамид-6/66-3 ([-NH-(CH2)5-CO-]n [-NH-(CH2)6-NH-CO-(CH2)4-CO-]n/3)[6]
- Полиамид-6/66-4 ([-NH-(CH2)5-CO-]n [-NH-(CH2)6-NH-CO-(CH2)4-CO-]n/4)[7]
- Полиамид-6/66/610 ([-NH-(CH2)5-CO-]n [-NH-(CH2)6-NH-CO-(CH2)4-CO-]n/4 [-NH-(CH2)6-NH-CO-(CH2)8-CO-]n/8)[8]

## Свойства полиамидов
Основная часть полиамидов — частично кристаллические термопластические полимеры, которые отличаются высокой прочностью, жёсткостью и вязкостью, а также стойкостью к воздействию внешней среды. Большая часть свойств объясняется наличием амидных групп, которые связаны между собой с помощью водородных связей.
Ряд свойств полиамидов зависит от их кристаллического устройства, в частности от содержания воды. Полиамиды взаимодействуют с окружающей средой, обратимо впитывая влагу, при этом вода собирается в аморфных областях полиамида. Так, например, в окружении воздуха, полиамид 6 принимает примерно 2,5—3,5 % воды, а полиамид 610 — около 0,5. Влагопоглощение полиамидов напрямую влияет на их долговечность и морозостойкость. Различные марки полиамидов имеют разную подверженность влиянию ультрафиолетовых лучей, поскольку имеют различный химический состав.
В следующей таблице представлены некоторые свойства полиамидов:
|                           | Полиамид 6  | Полиамид 66 (6.6) | Полиамид 610 (6.10) | Полиамид 612 (6.12) | Полиамид 11 | Полиамид 12 |
| ------------------------- | ----------- | ----------------- | ------------------- | ------------------- | ----------- | ----------- |
| Температура плавления, °C | 220         | 260               | 215                 | 213                 | 198         | 178         |
| Плотность, г/см³          | 1,084—1,235 | 1,13—1,14         | 1,04                | 1,3                 | 1,03        | 1,01        |